# Galendromus floridanus
Galendromus floridanus är en spindeldjursart som först beskrevs av Muma 1955.  Galendromus floridanus ingår i släktet Galendromus och familjen Phytoseiidae. Inga underarter finns listade i Catalogue of Life.